# Деспард (Західна Вірджинія)
Деспард (англ. Despard) — переписна місцевість (CDP) в США, в окрузі Гаррісон штату Західна Вірджинія. Населення — 794 особи (2020).

## Географія
Деспард розташований за координатами 39°17′15″ пн. ш. 80°18′57″ зх. д. / 39.28750° пн. ш. 80.31583° зх. д. (39.287364, -80.315842).  За даними Бюро перепису населення США в 2010 році переписна місцевість мала площу 3,79 км², уся площа — суходіл.

## Демографія
Згідно з переписом 2010 року, у переписній місцевості мешкали 1004 особи в 403 домогосподарствах у складі 270 родин. Густота населення становила 265 осіб/км².  Було 448 помешкань (118/км²).
Расовий склад населення:
| - 96,5 % — білих - 1,4 % — чорних або афроамериканців |

До двох чи більше рас належало 1,9 %. Частка іспаномовних становила 1,0 % від усіх жителів.
За віковим діапазоном населення розподілялося таким чином: 22,6 % — особи молодші 18 років, 59,4 % — особи у віці 18—64 років, 18,0 % — особи у віці 65 років та старші. Медіана віку мешканця становила 41,2 року. На 100 осіб жіночої статі у переписній місцевості припадало 100,0 чоловіків;  на 100 жінок у віці від 18 років та старших — 101,3 чоловіків також старших 18 років.
Середній дохід на одне домашнє господарство  становив 35 863 долари США (медіана — 30 446), а середній дохід на одну сім'ю — 35 459 доларів (медіана — 31 220). Медіана доходів становила 27 549 доларів для чоловіків та 26 852 долари для жінок. За межею бідності перебувало 28,2 % осіб, у тому числі 42,0 % дітей у віці до 18 років та 17,5 % осіб у віці 65 років та старших.
Цивільне працевлаштоване населення становило 521 осіб. Основні галузі зайнятості: роздрібна торгівля — 23,0 %, освіта, охорона здоров'я та соціальна допомога — 14,2 %, інформація — 9,8 %, мистецтво, розваги та відпочинок — 8,8 %.